# Our Hunting Fathers
Our Hunting Fathers Op. 8, è un ciclo musicale orchestrale di Benjamin Britten, eseguito per la prima volta nel 1936. Il suo testo, in parte scritto e in parte assemblato da W.H. Auden, con un taglio pacifista, sconcertò il pubblico alla première e il lavoro non raggiunse mai la popolarità dei cicli musicali successivi del compositore, Les Illuminations, Serenata per tenore, Corni ed archi e Notturno.

## Storia
A metà degli anni '30 Britten fu assunto dalla GPO Film Unit, per comporre musica per film documentari. A lavorare per l'unità c'erano anche il poeta e critico W. H. Auden, con cui Britten collaborò ai film Coal Face (1935) e Night Mail (1936). Auden fu una sorta di mentore per il giovane Britten, incoraggiandolo ad ampliare i suoi orizzonti estetici, intellettuali e politici.
Britten ricevette l'incarico di comporre un'opera che coinvolgesse l'orchestra per il Norfolk and Norwich Triennial Music Festival del 1936. Auden mise insieme il testo per un ciclo di canzoni orchestrali, scrivendone alcune e adattando altre sezioni di poesie esistenti. L'opera, descritta come un "ciclo sinfonico per voce acuta e orchestra", fu composta tra maggio e luglio 1936 e intitolata Our Hunting Fathers.
Il 19 settembre 1936, meno di una settimana prima della première, Britten provò il lavoro con il soprano Sophie Wyss e la London Philharmonic Orchestra nel loft del Covent Garden. Britten in seguito descrisse la prova come "la serata più catastrofica della mia vita" che lo lasciò "sentirsi abbastanza un suicida". Secondo Sophie Wyss, i "membri dell'orchestra non erano abituati a quel tipo di musica e suonavano in modo vergognoso. Quando arrivò il riferimento ai ratti nella partitura, corsero in giro fingendo di inseguire i topi sul pavimento!" Ralph Vaughan Williams, che era presente, rimproverò l'orchestra, con il risultato, ricorda la Wyss, che i musicisti "si misero insieme" in tempo per la successiva prova tenuta a Norwich il 21 settembre.

## Prima ed accoglienza
La prima fu data al 34º Festival musicale triennale di Norfolk e Norwich il 25 settembre 1936, diretta dal compositore. Lo spettacolo andò senza incidenti, lasciando "la maggior parte del pubblico", secondo Britten, "molto interessato anche se sconcertato". Le recensioni della stampa variavano da "lusinghiero e leggermente sconcertante (D. Tel.) - a riprovazione e disapprovazione (Times)".
Richard Capell nel The Daily Telegraph scrisse:
Il recensore di The Observer, confrontando il pezzo in senso sfavorevole con Five Tudor Portraits di Vaughan Williams, che era stato presentato in anteprima al festival lo stesso giorno, scrisse:
The Times fu meno severo, ma il suo critico rese discretamente chiaro il suo disprezzo per il pezzo.
Sebbene la musica di Britten, come disse un biografo, abbia "nuovi suoni bizzarri", calcolati per scomodare un pubblico, la maggior parte dei vituperi sembrano essere stati rivolti al testo di Auden. In apparenza sulla relazione dell'uomo con gli animali è un piccolo trattato, non molto mascherato, sulla relazione dell'uomo con l'uomo, da un punto di vista pacifista di sinistra.
Nell'aprile del 1937 la BBC trasmise un'esecuzione del lavoro con la Wyss e la BBC Symphony Orchestra diretta da Sir Adrian Boult; il ciclo non fu più eseguito fino al 1950. L'analista Lloyd Moore nel 2004 commentò che anche negli ultimi tempi il lavoro si ascolta di rado in sala da concerto e "deve qualificarsi come uno dei lavori più trascurati tra opere più importanti di Britten".

## Struttura
L'esecuzione del lavoro dura circa mezz'ora. È in cinque sezioni:
1. Prologue – parole di Auden
2. Rats Away! – anonimo, aggiornato da Auden
3. Messalina – anonimo
4. Hawking for the Partridge (Dance of Death) – parole di Thomas Ravenscroft
5. Epilogue – parole di Auden.

Il Prologo è in una forma simile a un recitativo e introduce il motto musicale del ciclo, descritto da Moore come "una triade discendente maggiore che risale al terzo minore". "Rats Away!" è una sezione agitata e acuta, che richiede un virtuosismo vocale da parte del solista, che viene gradualmente sopraffatto dall'orchestra, la sua musica suggerisce il movimento frenetico dei topi.
La terza sezione, "Messalina", è un'elegia lirica per una scimmia morta, con una successione di assoli per flauto, oboe, clarinetto e sassofono. La quarta sezione, "Hawking for the Partridge" (sottotitolata Dance of Death) segue senza sosta, col solista che recita i nomi dei cani che si uniscono alla caccia. Nelle parole di Moore, "La cattura stessa è annotata da un fortissimo all'unisono negli ottoni con sordina, dopo di che il soprano isola i due nomi "tedesco, ebreo", indicando inequivocabilmente chi è il cacciatore e chi caccia."
Il lavoro termina con un Epilogo e una marcia funebre, interrotti da un motivo ripetitivo sullo xilofono, portando il ciclo a una conclusione equivoca ed ambigua.

## Incisioni
Il ciclo è stato registrato con soprani solisti e anche con tenori, come autorizzato dalla partitura.
- Ian Bostridge, Britten Sinfonia, Daniel Harding (EMI Classics) OCLC 43271701
- Phyllis Bryn-Julson, English Chamber Orchestra, Steuart Bedford (Naxos),
- Heather Harper, London Philharmonic Orchestra, Bernard Haitink (LPO)
- Peter Pears, London Symphony Orchestra, Benjamin Britten (BBC) OCLC 44873944
- Elisabeth Söderström, Orchestra of Welsh National Opera, Richard Armstrong (EMI Classics) OCLC 32488462